# Ventrifossa mucocephalus
Ventrifossa mucocephalus es una especie de pez de la familia Macrouridae en el orden de los Gadiformes.

## Morfología
• Los machos pueden llegar alcanzar los 40 cm de longitud total.

## Hábitat
Es un pez de aguas profundas que vive entre 450-732 m de profundidad.

## Distribución geográfica
Se encuentra al oeste del Mar Caribe, el Estrecho de Florida y el noreste de Florida.